# أسديات
الأسديات هو تيار دوري من الشهب مركزه برج الأسد يرى في الفترة من 14 إلى 20 نوفمبر ويبلغ أقصى شدته في 17 نوفمبر، نشأ هذا التيار من (المذنب I ) 1866, وقد أنتج التيار على فترات زمنية تتراوح بين 33, 34 سنة أكبر عدد من الشهب، وهذه الفترات تناظر دورة المذنب، حدث ذلك في أعوام 1799, 1833, 1866, ثم انخفض بعد ذلك بشدة كمية ما ينتج من شهب، وربما انحرف تيار مسار الشهب بعيداً عن مسار المذبن الأصلي، عادت الأسديات إلى الظهور ثانيةً في عام 1966 بغزارة.